# Trypanaeus laevipennis
Trypanaeus laevipennis är en skalbaggsart som beskrevs av Lewis 1911. Trypanaeus laevipennis ingår i släktet Trypanaeus och familjen stumpbaggar. Inga underarter finns listade i Catalogue of Life.